# Conor Grant
Conor James Grant (Fazakerley, 1995. április 18. –) angol labdarúgó, az élvonalbeli Everton középpályása.

## Klubcsapatban

### Everton
Grant 13 éves kora óta az Everton akadémiáján nevelkedett. Első profi szerződését 2013 júliusában írta alá, részt vett a szezon előtti felkészülési mérkőzéseken is. Az első csapatba első alkalommal az FK Krasznodar elleni 2014. december 11-i Európa-liga-találkozón nevezték.

#### Motherwell (kölcsönben)
2015. február 2-án a skót élvonalbeli Motherwell vette kölcsön 6 hónapra. 12 nappal később góllal mutatkozott be, ennek ellenére 3–2-re kikaptak a Ross County vendégeként. Az idényben 11 bajnoki mérkőzésen lépett pályára, illetve egy rájátszásbeli találkozón, a klub bennmaradt az első osztályban.

#### Doncaster Rovers (kölcsönben)
2015. október 29-én egy hónapra kölcsönvette a harmadosztályú Doncaster Rovers. Két napra rá be is mutatkozott a Colchester United ellen, bombagóllal járult hozzá a 2–0-s sikerhez. A kölcsönszerződést később a szezon végéig meghosszabbították. Az Evertonhoz visszatérve ismét az első csapatban játszhatott az előszezonban.

#### Ipswich Town (kölcsönben)
Grantet 2016. augusztus 4-én egy idényre vette kölcsön a másodosztályú Ipswich Town. Augusztus 6-án a Barnsley ellen 4–2-re elveszített mérkőzés félidejében Kévin Bru helyére beállva mutatkozott be.

#### Doncaster Rovers (kölcsönben)
Grant télen távozott az Ipswichtől, január 2-től ismét a Doncasternél volt kölcsönben. Még aznap kezdett a Stevenage elleni találkozón, első gólját január 21-én a Crewe 3–1-es legyőzésekor szerezte.

#### Crewe Alexandra (kölcsönben)
2017. augusztus 30-án a negyedosztályú Crewe Alexandra vette kölcsön 2018. január 10-ig. Szeptember 2-án a Grimsby Town ellen debütált, de 18 perc után fejsérülés miatt le kellett cserélni, e miatt ki is hagyta a következő találkozót. Kölcsönszerződése lejártával visszatért az Evertonhoz.

## Válogatottban
Grant 2012. október 24-én Olaszország ellen mutatkozott be az angol U18-as labdarúgó-válogatottban.

## Statisztikák
2018. január 2. szerint
| Klub                       | Szezon   | Bajnokság | Bajnokság | Kupa     | Kupa | Ligakupa | Ligakupa | Egyéb    | Egyéb | Összesen | Összesen |
| Klub                       | Szezon   | Mérkőzés  | Gól       | Mérkőzés | Gól  | Mérkőzés | Gól      | Mérkőzés | Gól   | Mérkőzés | Gól      |
| -------------------------- | -------- | --------- | --------- | -------- | ---- | -------- | -------- | -------- | ----- | -------- | -------- |
| Everton                    | 2014–15  | 0         | 0         | 0        | 0    | 0        | 0        | 0        | 0     | 0        | 0        |
| Everton                    | 2015–16  | 0         | 0         | 0        | 0    | 0        | 0        | 0        | 0     | 0        | 0        |
| Everton                    | Összesen | 0         | 0         | 0        | 0    | 0        | 0        | 0        | 0     | 0        | 0        |
| Motherwell (kölcsön)       | 2014–15  | 12        | 1         | 0        | 0    | 0        | 0        | 1        | 0     | 13       | 1        |
| Doncaster Rovers (kölcsön) | 2015–16  | 19        | 2         | 3        | 2    | 0        | 0        | 0        | 0     | 22       | 4        |
| Ipswich Town (kölcsön)     | 2016–17  | 6         | 0         | 0        | 0    | 0        | 0        | 0        | 0     | 6        | 0        |
| Doncaster Rovers (kölcsön) | 2016–17  | 21        | 1         | 0        | 0    | 0        | 0        | 0        | 0     | 21       | 1        |
| Crewe Alexandra (kölcsön)  | 2017–18  | 17        | 0         | 1        | 0    | 0        | 0        | 1        | 0     | 19       | 0        |
| Összesen                   | Összesen | 75        | 4         | 4        | 2    | 0        | 0        | 2        | 0     | 81       | 6        |

## Fordítás
- Ez a szócikk részben vagy egészben  a   Conor Grant című angol Wikipédia-szócikk ezen változatának fordításán alapul.  Az eredeti cikk szerkesztőit annak laptörténete sorolja fel. Ez a jelzés csupán a megfogalmazás eredetét és a szerzői jogokat jelzi, nem szolgál a cikkben szereplő információk forrásmegjelöléseként.